# あま市甚目寺総合体育館
あま市甚目寺総合体育館（あましじもくじそうごうたいいくかん）は、愛知県あま市にある体育館である。1999年（平成11年）と2001年（平成13年）には、日本の社会人バレーボール・Vリーグの試合会場として使用された。

## 施設概要

### 利用案内
- 開館時間：午前9時から午後9時まで[1]
- 休館日：毎週月曜日、年末年始（12月29日から1月3日）[1]

### 競技施設
- 第1競技場（メインアリーナ）[1]
  - バスケットボール2面、バレーボール3面、テニス2面、バドミントン10面、インディアカ10面、卓球
  - 観客席 電動式 672席
- 第2競技場（サブアリーナ）[1]
  - バスケットボール1面、バレーボール1面、バドミントン2面、卓球
- ラケットボール室[1]
- 武道場[1]
  - 柔道場[1]
  - 剣道場[1]
- 弓道場[1]
  - 射場6人立

### その他の施設
- 会議室1・2[1]
- ミーティング室[1]
- トレーニング室[1]
  - 浴室、サウナ室
- 野外ステージ[1]

## 利用状況

### 2014年（平成26年）度時点[2]
- 総数：110,182人
  - 第1競技場：36,113人
  - 第2競技場：22,521人
  - 武道場：14,058人
  - 弓道場：2,009人
  - 会議室：11,938人
  - ミーティング室：4,673人
  - トレーニング室：16,757人
  - ラケットボール室：534人
  - 野外ステージ：1,579人

### 開催された主なイベント
- バレーボール第1回V1リーグ
- バレーボール第3回V1リーグ

## 周辺施設
- 甚目寺総合福祉会館
- あま市民病院
- あま市甚目寺公民館

## 交通アクセス

### 公共交通機関
- 名鉄津島線「甚目寺駅」より北へ徒歩で約5分。
- あま市巡回バス：東部巡回ルート「甚目寺総合福祉会館」バス停下車、徒歩ですぐ。

### 自動車
- 名古屋第二環状自動車道「甚目寺北IC」より東へ車で約3分。